# Werkfeuerwehr Bosch Stuttgart
Die Werkfeuerwehr Bosch Stuttgart ist eine anerkannte Werkfeuerwehr. Sie stellt den Brandschutz am Standort der Firma Bosch in Stuttgart-Feuerbach sicher und ist unabhängig von der kommunalen Feuerwehr Stuttgart. Neben der Brandbekämpfung und technischen Hilfe ist die Werkfeuerwehr auch in der innerbetrieblichen Notfallrettung und im vorbeugenden Brandschutz tätig.
Die Werkfeuerwehr war Vorreiter bei der Einführung des neuen Berufsbildes Werkfeuerwehrfrau/-mann in Baden-Württemberg im Jahr 2017.

## Geschichte

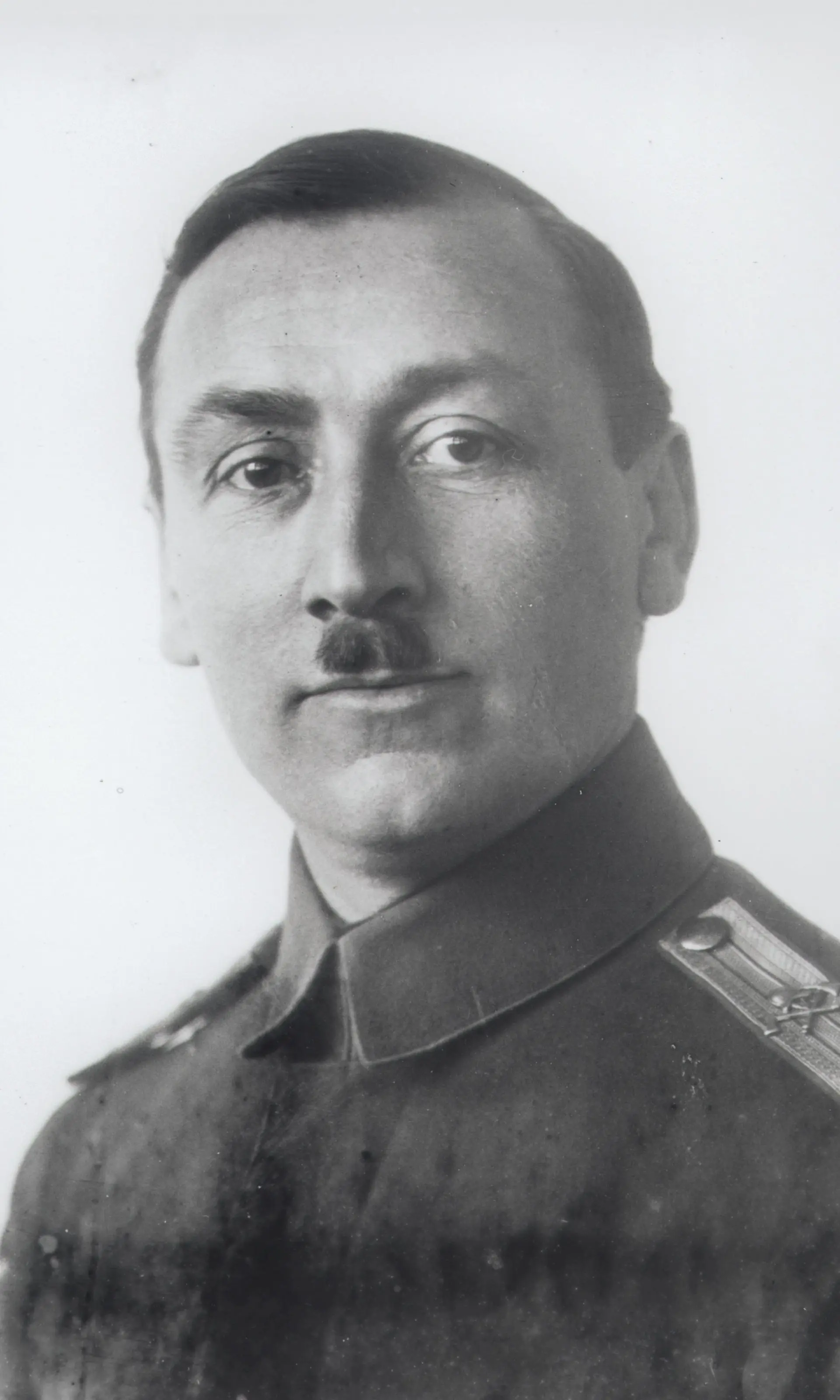
Wendelin Mayr (1924)

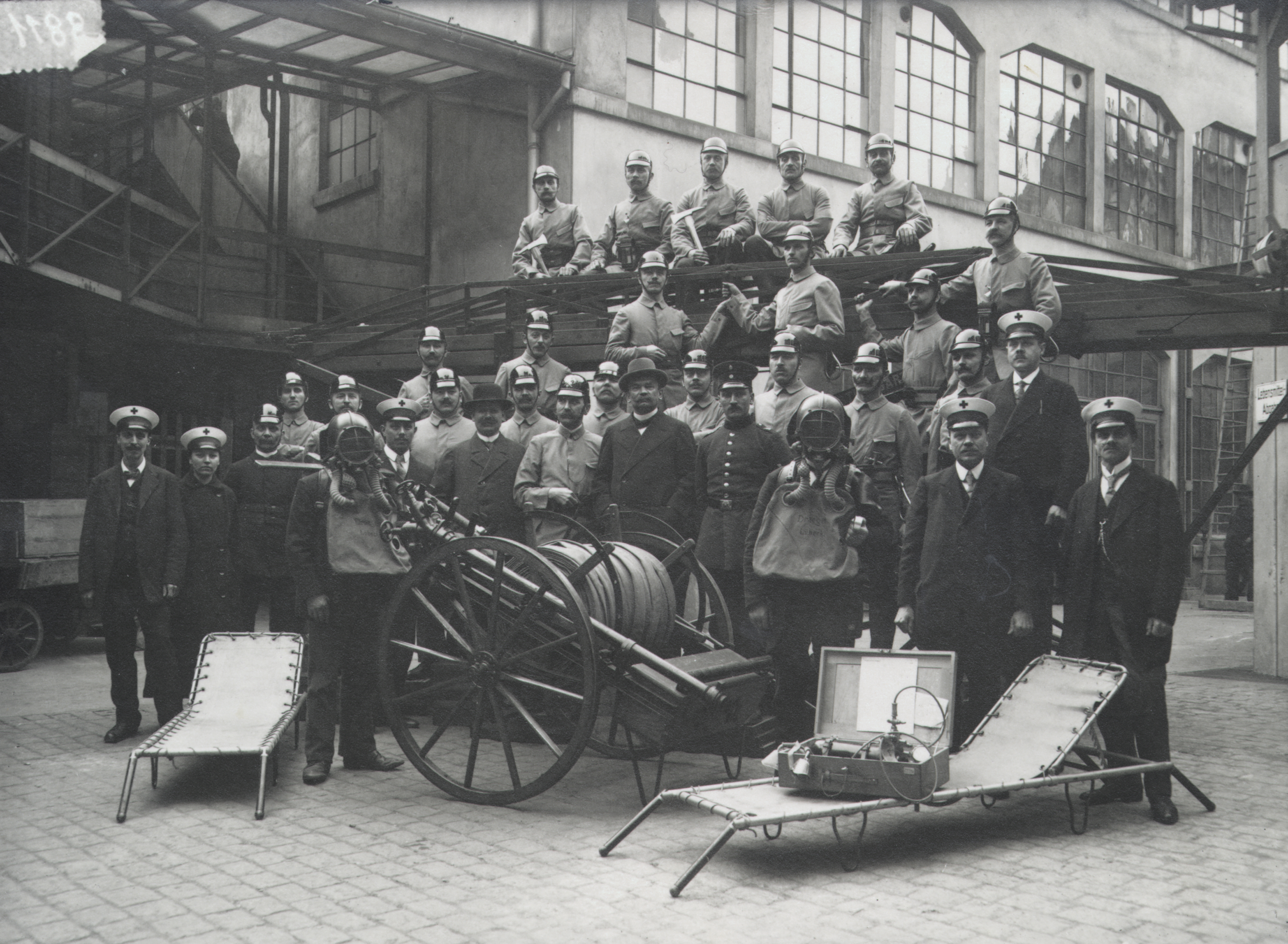
Erste Mannschaft (1917)

Am 10. Februar 1917 wurde Brandmeister Wendelin Mayr von der Stuttgarter Berufsfeuerwehr zu Bosch abkommandiert. Sein Auftrag lautete, eine Feuerwehr für das Stuttgarter und das Feuerbacher Bosch-Werk zu gründen und auszubilden.
Die Initiative zur Gründung der Werkfeuerwehr ging vom Firmengründer Robert Bosch selbst aus, um den Brandschutz in den Werkanlagen, die Sicherheit der Mitarbeiter und die Einhaltung der Lieferverpflichtungen sicherzustellen.
Wendelin Mayr konstruierte bereits im Jahr 1917 einen Blechbehälter mit Schmelzlot zur Verhinderung von Bränden in den Auswaschanlagen. Der Behälter wurde bei einem Brand über ein Schmelzlot automatisch geschlossen und das Feuer erstickt. Die Konstruktion wurde durch Robert Bosch in allen Betriebsstätten eingesetzt.
Die erste Mannschaft der Bosch-Fabrikfeuerwehr bestand aus 40 freiwilligen Feuerwehrleuten und Rettern. Die Ausstattung: eine ausfahrbare Leiter, zwei Atemschutzgeräte, ein pferdebespannter Spritzenwagen und einige Handfeuerlöscher, nebst einigen Tragen und einem Erste-Hilfe-Koffer.
Das erste Löschfahrzeug (Motorspritze) wurde 1922 in Dienst gestellt.
Mit der 7. Durchführungsverordnung zum Reichsfeuerlöschgesetz vom 17. September 1940 wurden nähere Bestimmungen zur Organisation der Werkfeuerwehren getroffen. Damit wurde auch die Werkfeuerwehr Bosch Stuttgart endgültig unter staatliche Aufsicht gestellt.
Im November 1969 konnte die neue Feuerwache eingeweiht und bezogen worden, sie wird bis heute genutzt. Die Fernmeldezentrale verfügte bereits über eine direkte Anbindung der Brandmeldeanlagen im Werk. Bei Alarm zeigten Lämpchen auf einem Modell der Werkanlage an, in welchem Gebäude die Brandmeldeanlage ausgelöst hatte.

## Hauptberufliche Feuerwehrangehörige
Die hauptberuflichen Feuerwehrangehörigen verfügen entweder über eine klassische Berufsfeuerwehrausbildung oder haben den Ausbildungsberuf zum Werkfeuerwehrmann/-frau IHK absolviert.
Die Brandbekämpfung nimmt nur einen kleinen Teil der jährlich rund 1500 Einsätze am Standort ein. Den weitaus größeren Anteil bestimmen Einsätze zur technischen Hilfeleistung und innerbetriebliche Rettungsdiensteinsätze.
Die Feuerwehrangehörigen versehen ihren Dienst im Früh-, Tagdienst, im 16h-Dienst oder 24-Stunden-Rhythmus.

## Nebenberufliche Feuerwehrangehörige
Die nebenberuflichen Feuerwehrangehörigen werden gemäß den Vorgaben für Freiwillige Feuerwehren aus- und fortgebildet. Sie unterstützen die hauptberuflichen Mitarbeiter bei größeren Einsatzlagen und werden dazu von ihren eigentlichen Arbeitsplätzen oder von zuhause alarmiert.

## Aufgaben

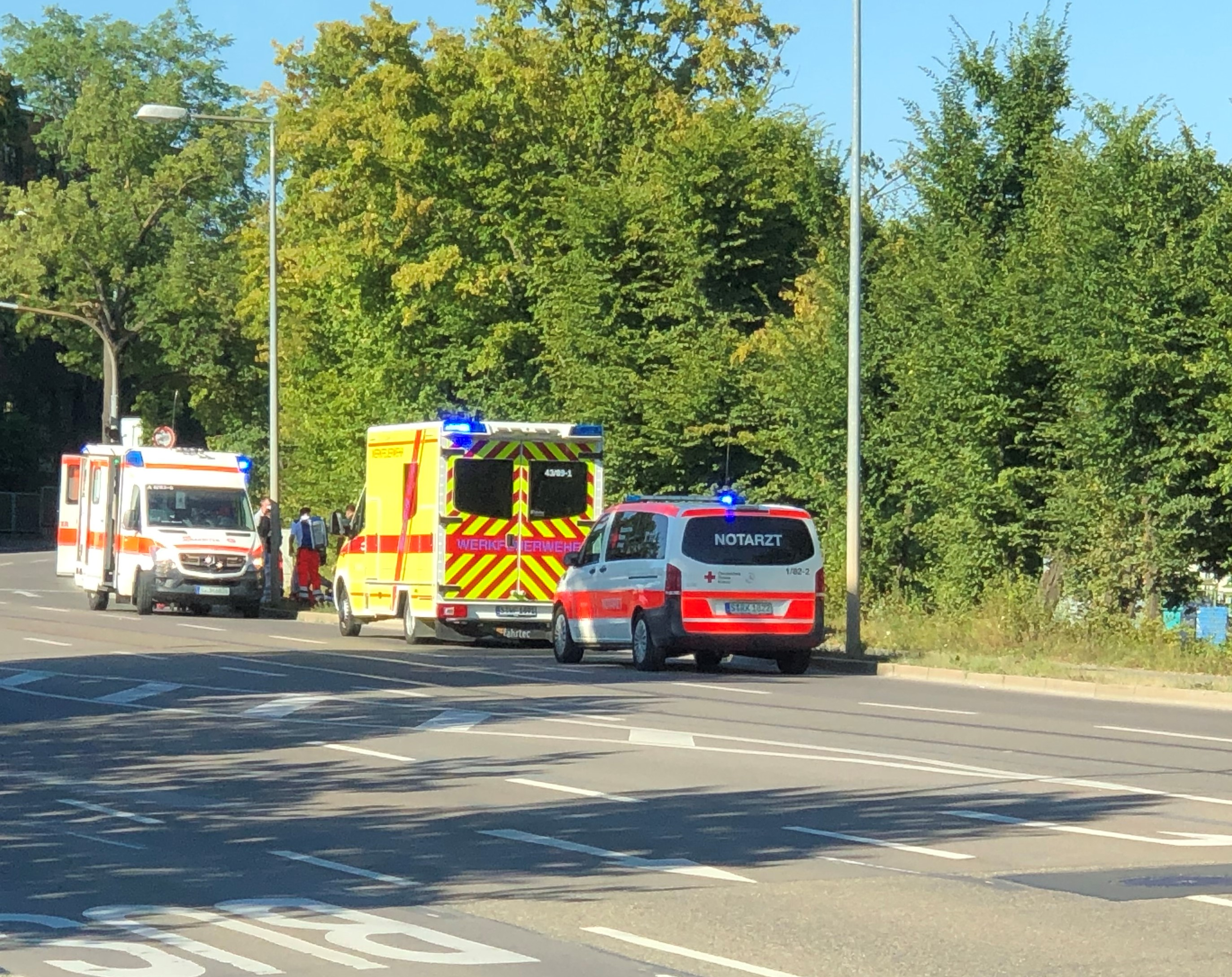
Werkfeuerwehr im gemeinsamen Einsatz mit dem öffentlichen Rettungsdienst

Die Werkfeuerwehr deckt neben dem Einsatzdienst noch weitere Felder im Betrieb ab. Sie kümmert sich um Löschanlagen und Handfeuerlöscher, arbeitet Brandschutzkonzepte aus und bietet Lehrgänge sowie Seminare für Feuerwehren an. Die erste Feuerwache von Robert Bosch ist heute die Feuerwehrschule des Technologie- und Dienstleistungsunternehmens. Dort findet auch ein Teil der Berufsausbildung zum Werkfeuerwehrmann/-frau IHK statt.
Aufgrund ihrer Größe und Ausstattung unterstützt die Werkfeuerwehr auf Anforderung neben kommunalen Feuerwehren und Rettungsdiensten auch die benachbarten Werkfeuerwehren.

### Ausbildungsstätte für Werkfeuerwehren
Seit 1973 werden am Standort Feuerbach Angehörige sämtlicher Bosch-Werkfeuerwehren für den Feuerwehrdienst gemäß FwDV 2 ausgebildet. Die Möglichkeiten der zentralen Ausbildung werden auch von Werkfeuerwehren anderer Unternehmen genutzt, so dass der Standort intern als „Feuerwehrschule Bosch“ bekannt ist.
Seit 2015 ist der Standort zentral für die feuerwehrtechnische Ausbildung des Berufsbildes Werkfeuerwehrmann/-frau IHK in Baden-Württemberg zuständig. Die ersten Ausbildungsjahrgänge wurden an der Berufsschule im bayerischen Freising unterrichtet. Der schulische Teil der Ausbildung wird seit 2019 an der Friedrich-Ebert-Schule in Esslingen durchgeführt wird übernimmt die Werkfeuerwehr die Ausbildung für den feuerwehrtechnischen Bereich im dritten Ausbildungsjahr (Feuerwehrgrundlehrgang) der Auszubildenden.

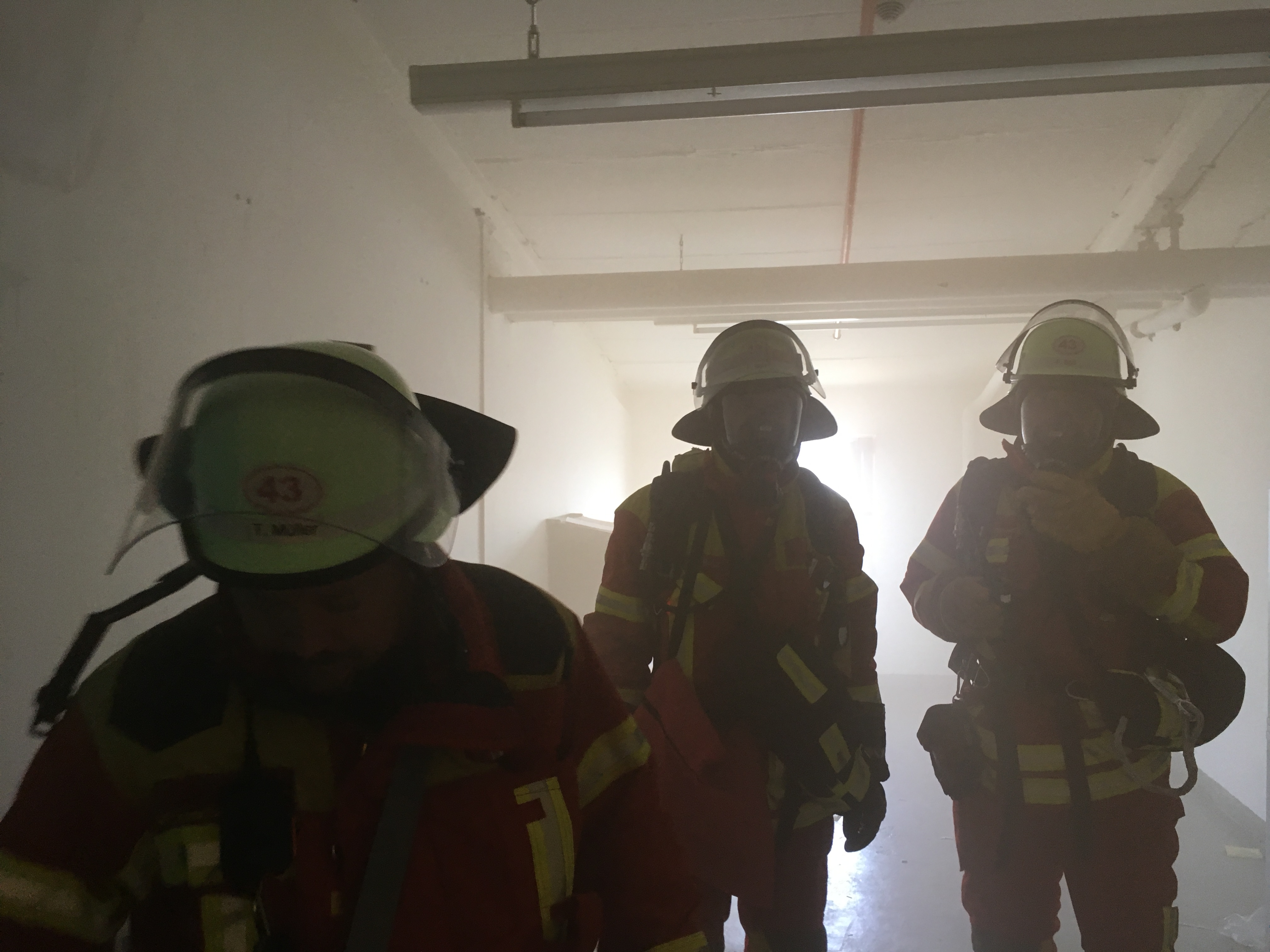
Atemschutzausbildung

### Zentralwerkstätten
In den zentralen Werkstätten können umliegende Feuerwehren und Werkfeuerwehren verschiedene Gerätschaften wie Schläuche, Messtechnik, Atemschutzgeräte oder Schutzanzüge wie Chemikalienschutzfahrzeuge abgeben. Diese werden durch Personal der jeweiligen Werkstatt gewartet, gereinigt, gefüllt und geprüft.
Auf dem Werkgelände befindet sich auch die im Jahr 2016 neu errichtete Übungsanlage für Atemschutzgeräteträger. In dieser erfolgt die Ausbildung aller haupt- und nebenberuflichen Feuerwehrangehörigen für den Bereich Atemschutz. Außerdem wird dort die jährliche Belastungsübung abgeleistet. Die Strecke wird auch von anderen Werkfeuerwehren sowie kommunalen Feuerwehren für die Aus- und Fortbildung genutzt. Die Betreuung der Teilnehmer erfolgt durch Personal der Werkfeuerwehr.

## Fahrzeuge
Der Fuhrpark umfasst aktuell 15 Fahrzeuge für Brandbekämpfung, Notfallrettung und technischen Hilfeleistung. Der Funkrufname setzt sich aus der Kennung „Florian Stuttgart“ sowie der Kennziffer 43 und der dem Fahrzeug entsprechenden Kennziffer zusammen.

Florian Stuttgart 43/11 ist beispielsweise der Funkrufname des Einsatzleitwagens der Werkfeuerwehr.

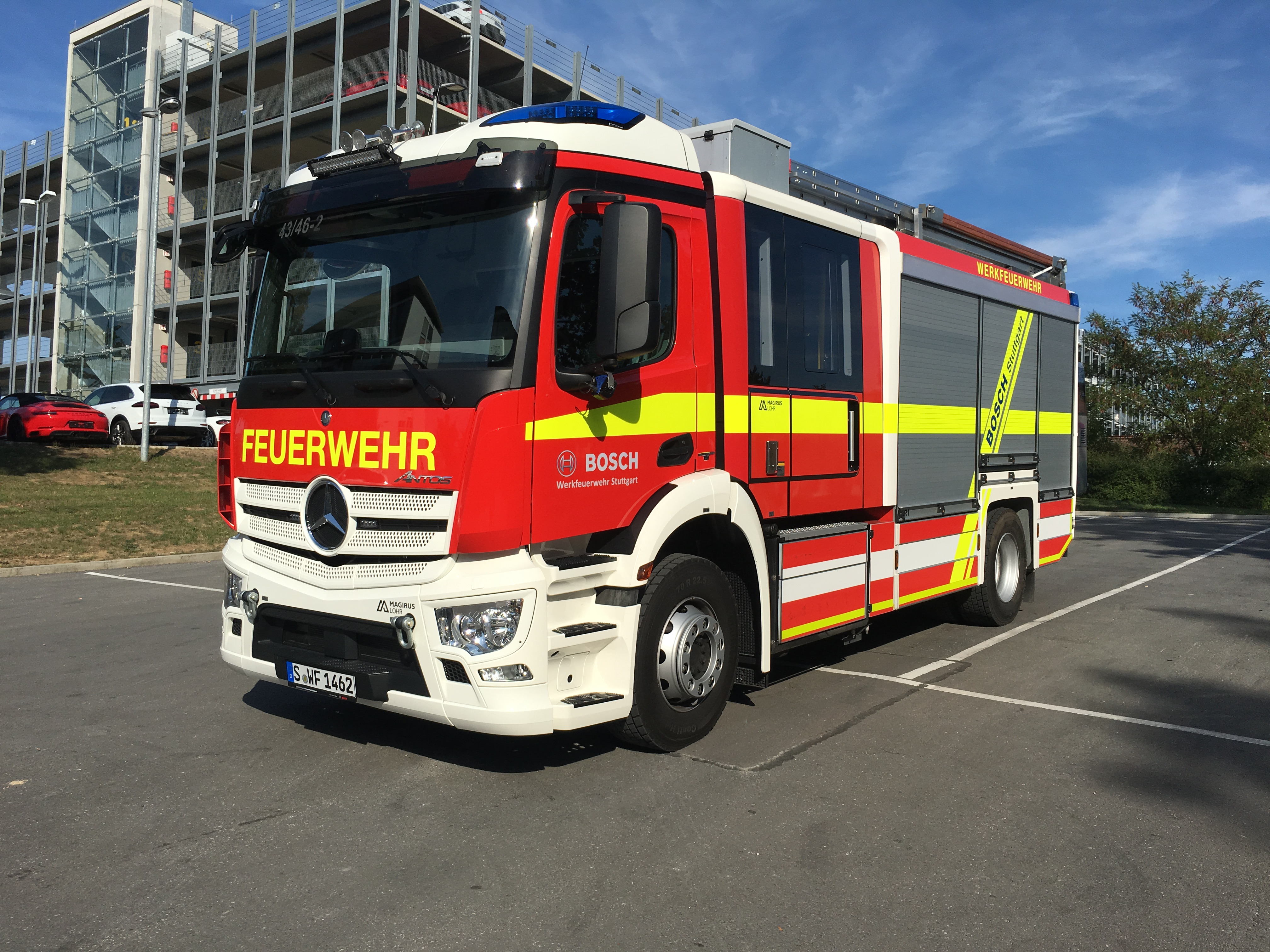
Hilfeleistungslöschfahrzeug HLF 30
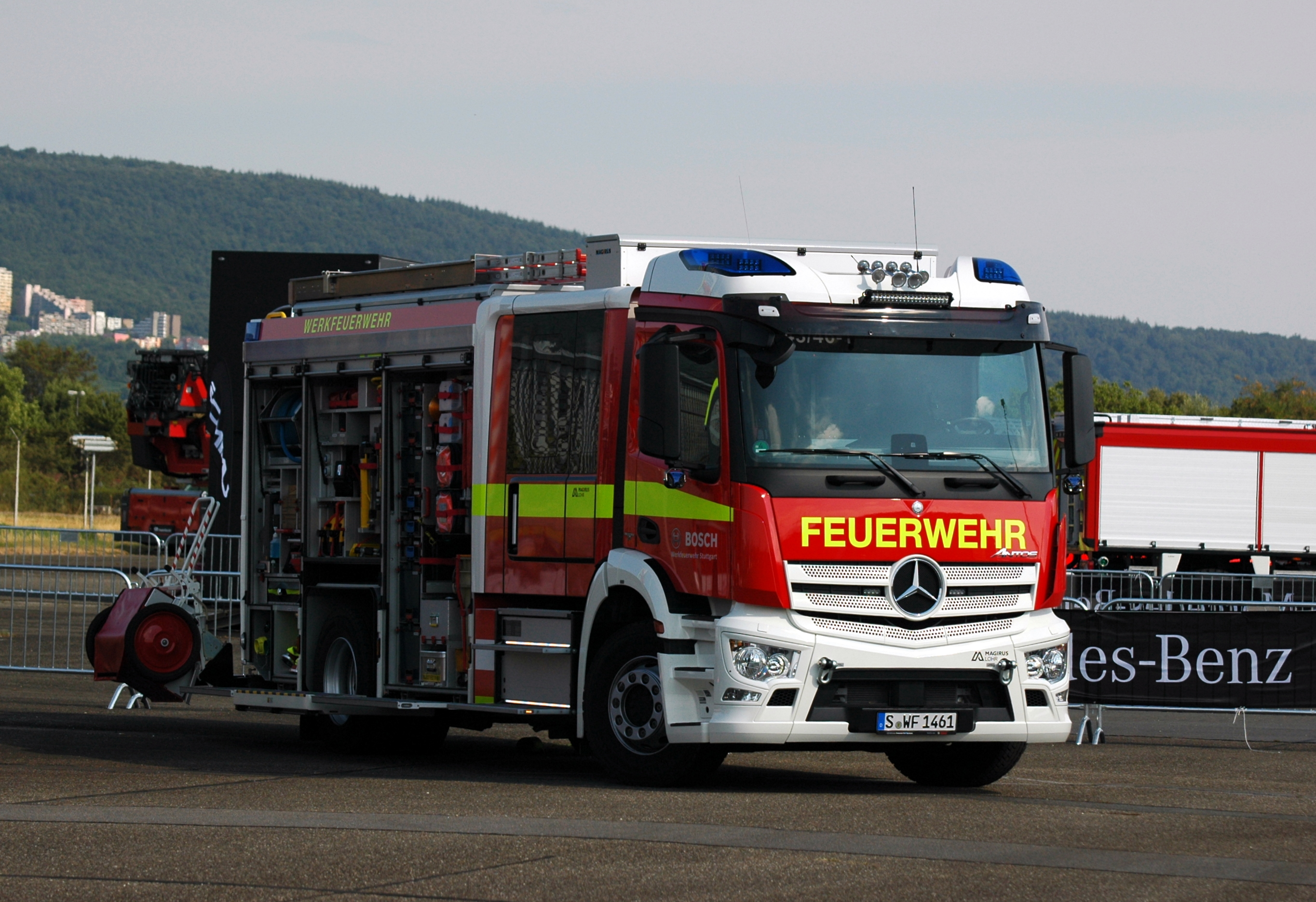
Hilfeleistungslöschfahrzeug HLF 30
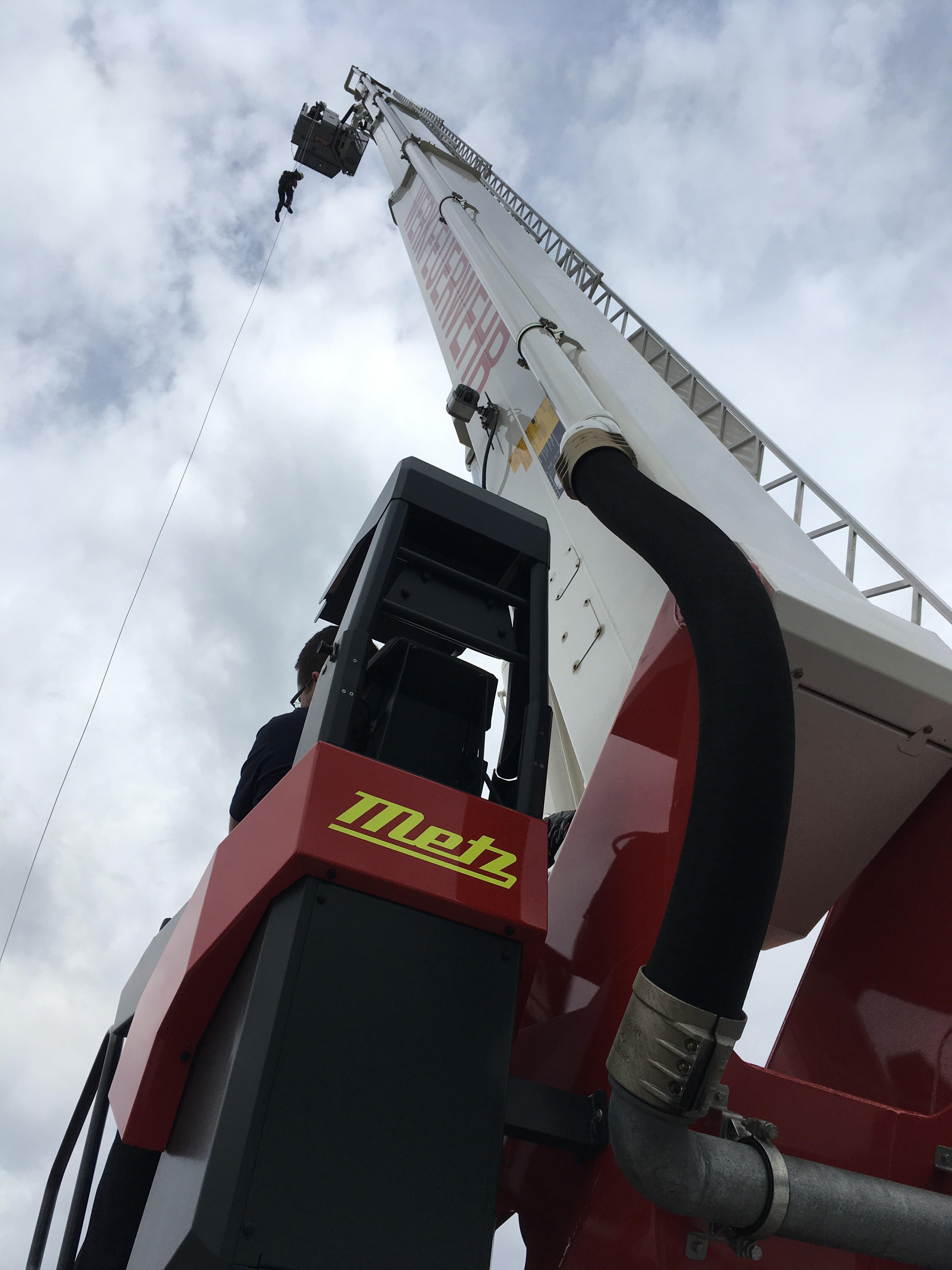
Abseilübung aus dem Korb des Teleskopmast TM 42
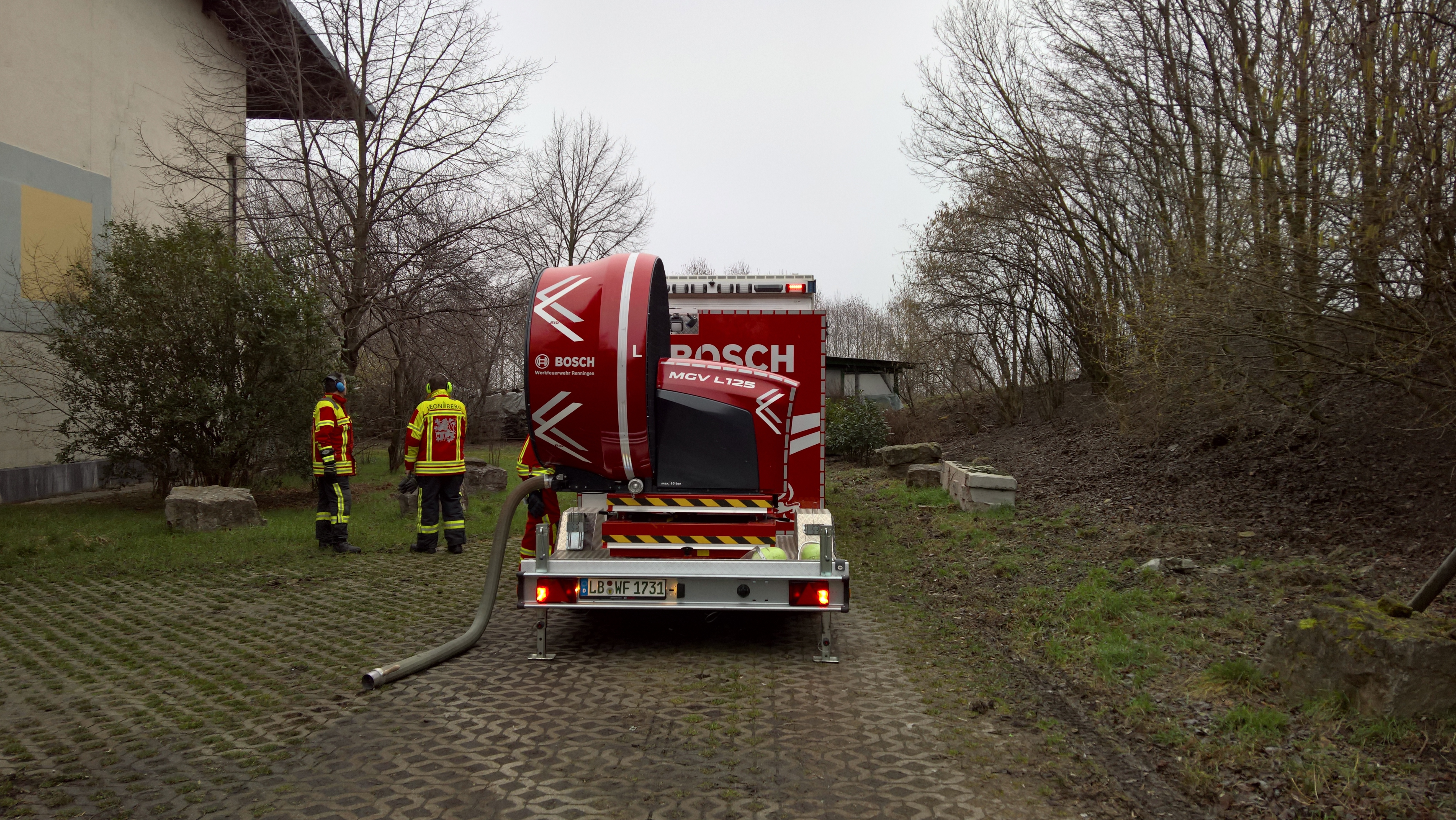
MGV der Werkfeuerwehr Bosch im Einsatz

### Führungsfahrzeuge
Die Werkfeuerwehr verfügt über drei Führungsfahrzeuge:
- zwei Kommandowagen mit Allradantrieb für den Kommandanten vom Dienst (Inspektionsdienst)
- einen Einsatzleitwagen ELW 1 für den diensthabenden Leitungsdienst auf der Feuerwache

### Löschfahrzeuge
Für den Standort Feuerbach stehen insgesamt 4 Löschfahrzeuge zur Verfügung.
- Zwei Hilfeleistungslöschfahrzeuge HLF 30 mit 3000 Liter Löschwasser für die haupt- und nebenberuflichen Einsatzkräfte
- Ein Hilfeleistungslöschfahrzeug HLF 30 mit 2000 Liter Löschwasser das in erster Linie für die Aus- und Fortbildung genutzt wird
- Ein Hilfeleistungslöschfahrzeug HLF 20 mit 2000 Liter Löschwasser für die Aus- und Fortbildung und die nebenberuflichen Einsatzkräfte[13]

### Rettungsfahrzeuge
- Zwei Fahrzeuge für den betrieblichen Rettungsdienst.

### Rüst- und Gerätewagen, Sonderfahrzeuge
- Ein Gerätewagen Transport als Zugfahrzeug für ein LUF und variabler Beladung für unterschiedliche Einsatzzwecke z. B. Gefahrguteinsätze, Sonderlöschmittelbedarf
- Ein Gerätewagen Logistik 1 als Zugfahrzeug für den mobilen Großventilator und Geräteträger für Zubehör
- Ein Mehrzweckfahrzeug für Transport- und Sonderaufträge
- Ein Teleskopmastfahrzeug TM42B
- Ein Mannschaftstransportfahrzeug

Als besonderes Einsatzmittel im Fahrzeugpark ist neben dem  Teleskopmast mit 42 m Einsatzhöhe und einer Feuerlöschkreiselpumpe 5000 noch der Mobile Großventilator zu nennen.